# Finlands svenska ungdomsförbund
Finlands svenska ungdomsförbund (FSU) r.f. är en takorganisation för den finlandssvenska ungdomsföreningsrörelsen. FSU utför kulturellt ungdomsarbete.
FSU:s viktigaste uppgift är att bevaka ungdomsföreningarnas intressen och skapa förutsättningar för en dynamisk UF-verksamhet i Svenskfinland. FSU sköter om intressebevakning, information, service och rådgivning, nordiskt samarbete och internationell verksamhet och genomför större projekt. Den årliga låtskrivartävlingen Melodi Grand Prix för 8-15-åringar hör till de populäraste evenemangen.
FSU samlar landets svenskspråkiga ungdom kring gemensamma strävanden och verka för den finlandssvenska ungdomens trivsel och trygghet; att utveckla ungdomens andliga och sociala färdigheter; en ökad medborgarfostran och ett större samhällsansvar; att erbjuda sina medlemmar attraktiv och lämplig fritidssysselsättning samt förståelse för internationella och humanitära strävanden.
Förbundet har fyra medlemsorganisationer:
- Nylands Svenska Ungdomsförbund (NSU) r.f.
- Svenska Österbottens Ungdomsförbund (SÖU) r.f.
- Åbolands Ungdomsförbund (ÅUF) r.f.
- Ålands Ungdomsförbund (ÅLUF) r.f.

Förbundet har även en associerad medlemsorganisation i Sverige:
- Finlandssvenskarnas Riksförbund i Sverige (FRIS) r.f.

## Lista på Finlandssvenska ungdomsföreningshus
Ungdomsföreningsrörelsens medlemsföreningar har byggt föreningshus ända sen 1880-talet, som kan ses som ett kännetecknande drag i det finländska samhället.
| Föreningshus                  | Ort                         |
| ----------------------------- | --------------------------- |
| Berghyddan                    | Helsingfors                 |
| Bergvalla                     | Pargas                      |
| Bjärgas hembygdsgård          | Larsmo                      |
| Bobäck Ljusdala               | Bobäck                      |
| Brinkens museum               | Malax                       |
| Byagården                     | Kulloby                     |
| Byagården                     | Sibbo                       |
| Byahemmet                     | Gammelby                    |
| Bygdegården                   | Skinnarby                   |
| Bygdegården                   | Tenala                      |
| Bygdegården                   | Malax                       |
| Bygdestugan                   | Ekenäs                      |
| Böle Ungdomsförening          | Böle                        |
| Carlberg                      | Esbo                        |
| Dalaskog                      | Pargas                      |
| Essegården                    | Esse                        |
| Fagerlund                     | Vanda                       |
| Fagerö Folkpark               | Rangsby                     |
| Fias Inn                      | Molpe                       |
| Forsby Byagård                | Nykarleby                   |
| Framnäs                       | Nagu                        |
| Fredhem                       | Hammars                     |
| Frideborg                     | Gottby                      |
| Furuborg                      | Degerby                     |
| Furuborg                      | Kuggom                      |
| Furuborg                      | Lumparland                  |
| Furuborg                      | Degerby                     |
| Furulund                      | Dragsfjärd                  |
| Föreningshuset Majbo          | Dagsmark                    |
| Föreningshuset Malmåsa        | Ekenäs                      |
| Gerby UF                      | Vasa                        |
| Gjallarhorn                   | Korpo                       |
| Hagalund                      | Karis                       |
| Hammarbo                      | Hammarland                  |
| Harrström ungdomslokal        | Harrström                   |
| Hedåsen                       | Västerskog                  |
| Hembygdens Väl                | Bromarv                     |
| Hembygdsgården                | Ingå                        |
| Hemgård                       | Paipis                      |
| Härkmeri ungdomslokal         | Härkmeri                    |
| Jeppo UF                      | Jeppo                       |
| Jungsborg                     | Karleby                     |
| Karperö allaktivitetshus      | Carpella Strandlid, Karperö |
| Kimo Ungdomsförening          | Kimo                        |
| Korsbäck ungdomsföreningshus  | Dagsmark                    |
| Korsnäs lokalen               | Korsnäs                     |
| Kulturhuset Scala             | Nykarleby                   |
| Kvarkens båtmuseum            | Malax                       |
| Kvevlax Marthagård            | Kvevlax                     |
| Kvevlax UF                    | Kvevlax                     |
| Kyrkoby Marthagård            | Jakobstad                   |
| Kållby samlingshus            | Kållby                      |
| Kärklax ungdomslokal          | Maxmo                       |
| Lappfjärd uf                  | Lappfjärd                   |
| Lappfors ufs Serveringshus    | Nederlappfors               |
| Lepplax samlingshus           | Lepplax                     |
| Lillby Marthagård             | Lillby                      |
| Lindarås                      | Lindkoski                   |
| Ljungborg                     | Kimito                      |
| Logen                         | Esbo                        |
| Midgård                       | Vanda                       |
| Molpe Marthagård              | Molpe                       |
| Molpe paviljong               | Molpe                       |
| Munkbyborg                    | Hindhår                     |
| Mårsbacka                     | Mårtensby                   |
| Mälö Bygdegård                | Pargas                      |
| Nordstjärnan                  | Pargas                      |
| Nordstjärnan                  | Österhankmo                 |
| Nya Hoppet                    | Komossa                     |
| Nya Korsnäsgården             | Korsnäs                     |
| Pedersöre 4H-gård             | Bennäs                      |
| Pensala UF                    | Pensala                     |
| Petalax Föreningshus          | Petalax                     |
| Petalax UF                    | Petalax                     |
| Pjucken                       | Petsmo                      |
| Porkala Ungdomsförening       | Porkala                     |
| Purmogården                   | Purmo                       |
| Pörtom Ungdomsförening        | Pörtom                      |
| Replot UF lokalin             | Replot                      |
| Replot ungdomslokal           | Replot                      |
| Ringborg                      | Lovisa                      |
| Rönnvik hembygdsgård          | Kuni                        |
| Sandras                       | Larsmo                      |
| Sjötorp                       | Kråkö                       |
| Skaftung Ungdomslokal         | Skaftung                    |
| Skattåkersberg                | Box                         |
| Skärgårdshemmet               | Pellinge                    |
| Skärhalla                     | Ekenäs                      |
| Smidjon                       | Molpe                       |
| Solbacka                      | Isnäs                       |
| Solf ungdomsförening          | Solf                        |
| Solhem                        | Övermalax                   |
| Solhem                        | Helsingfors                 |
| Stenhalla                     | Esbo                        |
| Sundby ungdomsförening        | Sundby                      |
| Sundom UF-lokal               | Sundom                      |
| Svenskborg                    | Borgå                       |
| Tallåsa                       | Vålax                       |
| Thorstorp                     | Esbo                        |
| Tjöck & Påskmark uf           | Tjöck                       |
| Tryckeriteatern               | Karis                       |
| Träskberga                    | Kalkstrand                  |
| Töjby ungdomslokal            | Töjby                       |
| Tölby Hembygdsförenings lokal | Tölby                       |
| UF Havsbandet r.f.            | Södra Vallgrund             |
| UF Hoppet                     | Helsingby                   |
| UF Strimman                   | Långåminne                  |
| Ungdomshemmet i Terjärv       | Terjärv                     |
| Vasa Bridgeklubb              | Vasa                        |
| Vesterlid                     | Houtskär                    |
| Vikingaborg                   | Esbo                        |
| Viljan                        | Sibbo                       |
| Voitby Marthagård             | Korsnäs                     |
| Västanlid                     | Lappers                     |
| Västerhankmo UF               | Västerhankmo                |
| Västervik bystuga             | Vasa                        |
| Vörå uf                       | Vörå                        |
| Vörå ungdomsförening rf       | Vörå                        |
| Wassor Uf                     | Vassor                      |
| Widegård                      | Paipis                      |
| Wrethalla                     | Kimito                      |
| Ytterjeppo danspaviljong      | Nykarleby                   |
| Årvasgården                   | Oravais                     |
| Åsgård                        | Tessjö                      |
| Åsvalla                       | Lojo                        |
| Öster-Yttermark Marthagård    | Yttermark                   |
| Österhankmo byagård           | Österhankmo                 |
| Övermark Hemgården            | Övermark                    |
| Övidsborg                     | Evitskog                    |